# Iñaki Peña
Ignacio Peña Sotorres (Alicante, 1999. március 2. –), közismert nevén: Iñaki Peña, spanyol profi labdarúgó. A La Liga-ban szereplő FC Barcelona kapusa.

## Pályafutása

### FC Barcelona

#### Ifjúsági karrier
Iñaki Peña mindössze ötéves korában szerződött az Alicante CF-hez. 2009-ben a Villarreal CF érdeklődött iránta, és le is igazolták. Ahol kitűnő játékosként, 2011-ben az aronai torna legjobb kapusának választották. Ekkor szemet vetett rá az FC Barcelona és a következő évben csatlakozott a La Masia U14-es csapatához.
Részese volt a 2017–18-as Ifjúsági Liga bajnoki csapatának.

#### Barca B
2017. április 1-jén nevezték először a csapatba, egy 12–0-s hazai diadalon a CD Eldense elleni bajnokin.
2018. április 16-án három évre meghosszabbították a szerződését. 
A 2018/19-es szezon megkezdése előtt regisztrálták a B csapatba.
Október 6-án debütált az Atlético Baleares elleni 1–1-s találkozón.
Mivel a felnőttcsapatban többször fordult elő kapus sérülés, ezért sokszor kimaradt a tartalékcsapat keretéből.

#### A felnőttcsapatban
2018. október 11-én nevezték először a csapatba, Jasper Cillessen sérülése miatt, egy spanyol kupa mérkőzésre a Cultural Leonesa ellen, majd a BL-ben és a bajnokságban is ő helyettesített a kispadon.
2022. november 1-jén 4 év és 21 nap után mutatkozott be a klubban, a cseh Viktoria Plzeň elleni 2–4-s idegenbeli Bajnokok Ligája mérkőzésen.

### Galatasaray
2022. január 31-én kölcsönbe szerződtették az FC Barcelona csapatától, a 2021/22-es idény végéig. Február 6-án mutatkozott be, a török bajnokság 24. fordulójában az Alanyaspor elleni 1–1-s mérkőzésen. Március 10-én lépett pályára első alkalommal az Európa Ligában az FC Barcelona elleni idegenbeli 0–0-s play off mérkőzésen.

## Statisztika
2023. január 5. szerint.
| Klub                  | Szezon           | Bajnokság          | Bajnokság | Bajnokság | Kupa  | Kupa  | Nemzetközi | Nemzetközi | Egyéb | Egyéb | Összesen | Összesen |
| Klub                  | Szezon           | Liga               | Mérk.     | Gólok     | Mérk. | Gólok | Mérk.      | Gólok      | Mérk. | Gólok | Mérk.    | Gólok    |
| --------------------- | ---------------- | ------------------ | --------- | --------- | ----- | ----- | ---------- | ---------- | ----- | ----- | -------- | -------- |
| Barcelona B           | 2018–19          | Segunda División B | 20        | 0         | —     | —     | —          | —          | —     | —     | 20       | 0        |
| Barcelona B           | 2019–20          | Segunda División B | 18        | 0         | —     | —     | —          | —          | 3     | 0     | 21       | 0        |
| Barcelona B           | 2020–21          | Segunda División B | 12        | 0         | —     | —     | —          | —          | 1     | 0     | 13       | 0        |
| Barcelona B           | 2021–22          | Segunda División B | 9         | 0         | —     | —     | —          | —          | —     | —     | 9        | 0        |
| Barcelona B           | Összesen         | Összesen           | 59        | 0         | 0     | 0     | 0          | 0          | 4     | 0     | 63       | 0        |
| Galatasaray (kölcsön) | 2021–22          | Süper Lig          | 6         | 0         | 0     | 0     | 2          | 0          | —     | —     | 8        | 0        |
| Galatasaray (kölcsön) | Összesen         | Összesen           | 6         | 0         | 0     | 0     | 2          | 0          | —     | —     | 8        | 0        |
| Barcelona             | 2022/23          | La Liga            | 0         | 0         | 1     | 0     | 1          | 0          | 0     | 0     | 2        | 0        |
| Barcelona             | Összesen         | Összesen           | 0         | 0         | 1     | 0     | 1          | 0          | 0     | 0     | 2        | 0        |
| Karrier összesen      | Karrier összesen | Karrier összesen   | 65        | 0         | 1     | 0     | 3          | 0          | 4     | 0     | 73       | 0        |

1. 1 2  Mérkőzése(i) a Segunda División B play-offs-ban
2. ↑  Mérkőzése(i) az Európa Ligában
3. ↑  Mérkőzése(i) a Bajnokok Ligájában

## Sikerei, díjai

### Klub

#### Barcelona
Spanyol kupa: 2020–21